# Parafia św. Marcina w Porębie Żegoty
Parafia Świętego Marcina w Porębie Żegoty – parafia rzymskokatolicka należąca do dekanatu Babice archidiecezji krakowskiej w Porębie Żegoty.
W latach 1937–1939 wikariuszem był tu Franciszek Dźwigoński
Została wzmiankowana po raz pierwszy w spisie świętopietrza parafii dekanatu Zator diecezji krakowskiej z 1326 pod nazwą Paromba Zeuota. Następnie w kolejnych spisach świętopietrza z lat 1346–1358 jako Poramba Zegothe.